# Аунг Сан Су Ћи
Аун Сан Су Ћи (бурм. အောင်ဆန်းစုကြည် : [aung hcan: cu. krany], : ; Рангун, 19. јун 1945) бурманска је продемократска политичарка, вођа партије Национална лига за демократију и добитница Нобелове награде за мир 1991. Од априла 2016. па до фебруара 2021. године се налазила на новооснованом положају државне саветнице Мјанмара а осим тога је била и министар спољних послова.
Аунг је најмлађа ћерка Аунг Сана, оца нације модерног Мјанмара, и Кин Ћи. Она је рођена је у Рангуну у Британској Бурми. По завршетку студија на Универзитету у Делхију 1964. године и Универзитет у Оксфорду 1968. године, три године је радила у Уједињеним нацијама. Она се удала се за Мајкла Ариса 1972. године, са којим је имала двоје деце.
Аунг Сан Су Ћи се истакла у 8888 устанку, 8. августа 1988, и постала генерална секретарица НЛД-а, партије  коју је формирала уз помоћ неколико пензионисаних војних званичника који су критиковали војну хунту. На изборима 1990. НЛД је освојио 81% места у парламенту, али су резултати поништени, пошто је војна влада (Државно веће за мир и развој - СПДЦ) одбила да преда власт, што је резултирало међународним осудама. Она је била у притвору пре избора и остала је у кућном притвору скоро 15 од 21 године од 1989. до 2010. године, поставши једна од најистакнутијих политичких затвореника на свету. Године 1999. магазин Тајм именовао ју је једним од „Гандијеве деце“ и његовим духовним наследником ненасиља. Она је преживела је покушај атентата у Депајинском масакру 2003. године када је убијено најмање 70 особа повезаних са НЛД-ом.
Првог фебруара 2021. је ухапшена од стране војске током актуелног државног удара, након што је војска прогласила опште изборе који су се одржали у новембру 2020. за фалсификоване.

## Име
Аунг Сан Су Ћи, као и друга бурманска имена, не укључује презиме, већ је само лично име, у њеном случају изведено од три рођака: „Аунг Сан“ од њеног оца, „Су“ од њене баке по оцу и „Ћи“ од њене мајке Кин Ки.
У Мјанмару, Аунг Сан Су Ћи се често назива Дав Аунг Сан Су Ћи. Дав, што дословно значи „тетка“, није део њеног имена, већ је почаст за сваку старију и поштовану жену, попут „мадам“. Њене присталице понекад је ословљавају са Дав Су или Амај Су („Мајка Су“).